# キリストの洗礼 (ペルジーノ、ヌンツィアテッラ礼拝堂)
『キリストの洗礼』（キリストのせんれい、伊: Il Battesimo di Cristo, 英: The Baptism of Christ）は、盛期ルネサンスのイタリアの巨匠ピエトロ・ペルジーノが1507年から1513年に制作した祭壇画である。フレスコ画。『新約聖書』の4つの福音書で言及されているヨルダン川でのイエス・キリストの洗礼を主題としている。フォリーニョの貴族ジョヴァンニ・バッティスタ・モルガンティ（Giovanni Battista Morganti）の発注で、同地のヌンツィアテッラ礼拝堂の洗礼者聖ヨハネの祭壇のために描かれた。また上部のリュネットにはペルジーノによって『父なる神』（Dio Padre）が描かれた。

## 制作背景

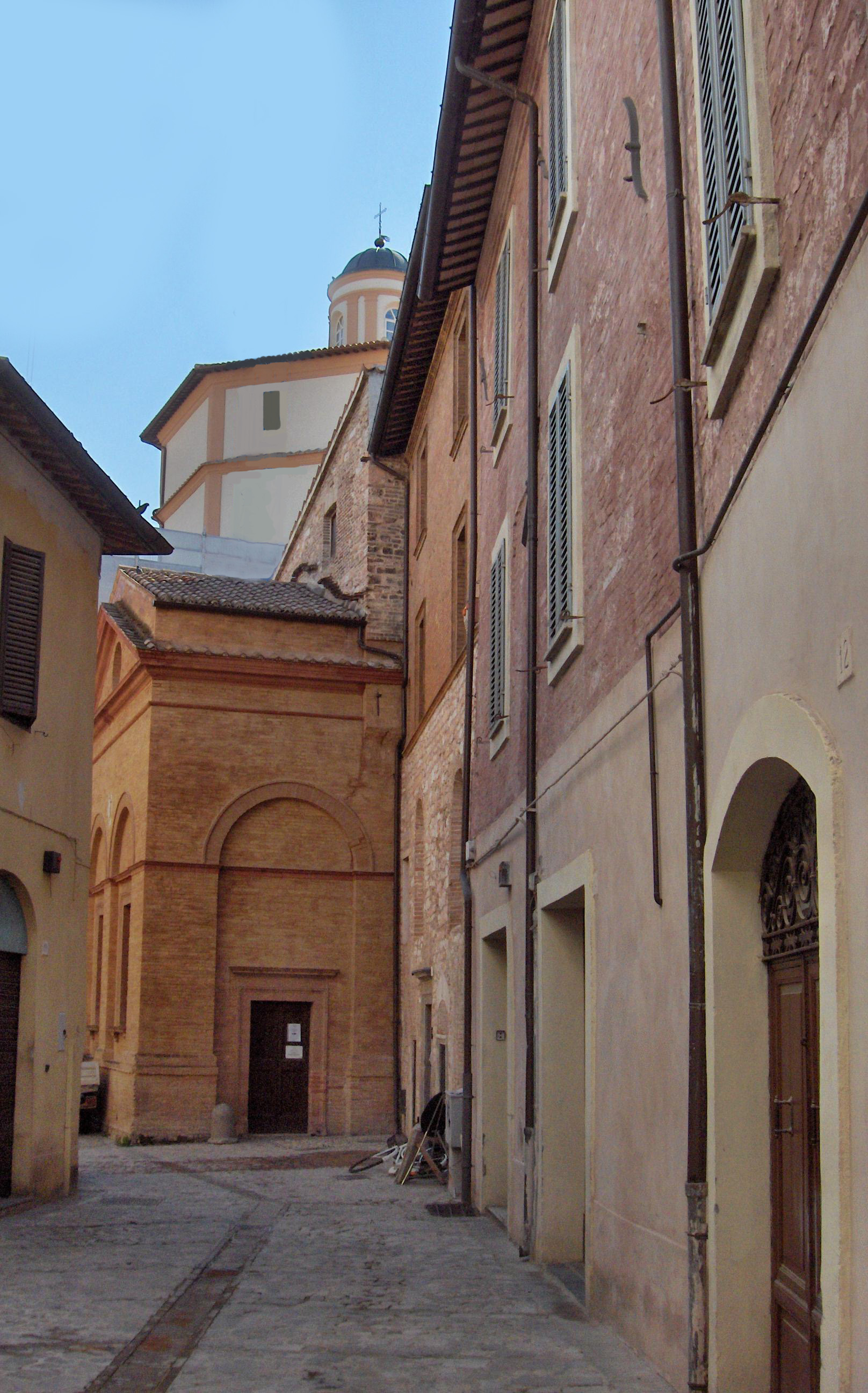
ヌンツィアテッラ礼拝堂（通路の先にある小さな建築物）。2008年撮影。

フォリーニョのヌンツィアテッラ礼拝堂は、1489年に香辛料の商人ニコロ・ディ・ジャコモ（Nicolò di Giacomo）の邸宅の外壁に描かれた受胎告知のフレスコ画を収容するため、1490年から1494年に建設された。ヌンツィアテッラの名称は「小さなアヌンツィアータ（受胎告知）」の意で、当時フォリーニョの人々がよく訪れていたフィレンツェのサンティッシマ・アンヌンツィアータ聖堂と区別するために名付けられた。この礼拝堂は内部の壁龕に受胎告知の祭壇を含む大きな5つの祭壇があり、ペルジーノが本作品を制作した洗礼者聖ヨハネの祭壇はそのうちの1つである。リュネットの『父なる神』と本作品の間には装飾帯があり、1507年の日付と、貴族でありアヌンツィアータ会の牧師であったジョヴァンニ・バッティスタ・モルガンティによって発注されたことや、ペルジーノによって制作されたことが記されている。この人物の発注であることは、祭壇石枠の左上にあるエスカッシャンに、モルガンティ家の紋章（2羽の白鳥）が描かれていることによっても明らかである。

## 作品
ペルジーノはシスティーナ礼拝堂でキリストの洗礼の壁画を描いたため、この主題は画家の顧客たちの間で人気のある主題となった。その後、ペルジーノは依頼があるたびに簡略化したシスティーナ礼拝堂壁画の構図を繰り返し用いている。そのため、ペルジーノが描いたキリストの洗礼の場面は類似する構図を持つものが多い。本作品の場合はその中でもチッタ・デッラ・ピエーヴェ大聖堂のバージョンおよび美術史美術館のバージョンとより近い関係にある。
イエス・キリストはいままさに洗礼者ヨハネから洗礼を受けている。イエスは両手を合わて洗礼を受けるために頭を下げ、洗礼者ヨハネは器で川の水をすくい、イエスの頭に水をかけている。彼らはヨルダン川の流れの上に立っているように見える。川の両岸では4人の天使が洗礼の場面を目撃している。そのうち2人は洗礼者ヨハネとイエスと同じく最前景に立っており、その優雅な姿勢はチッタ・デッラ・ピエーヴェ大聖堂所蔵の『キリストの洗礼』に描かれている二天使と同一のものである。すなわち画面左の天使は胸の前で両腕を交差させ、画面右の天使は右手を腰に置き、俯いて瞑想している。残る二天使は彼らの後方でひざまずき、祈りを捧げている。空ではケルビムとともに飛翔する2人の天使の姿があり、その間の空間に白い鳩の姿で表された聖霊が翼を広げている。さらに上部のリュネットでは、球体を持った父なる神が雲の上に座り、右手を上げて、百合を持ってひざまずいている2人の天使とともに地上の出来事を祝福している。
背景に描かれた風景はおそらくフォリーニョ周辺の田園地帯であり、ヨルダン川はフォリーニョなどウンブリア地方のいくつかの地域を流れるトピーノ川によって表された。
フレスコ画は何世紀にもわたって湿気によって傷んでおり、19世紀から20世紀にかけてひび割れの修復が行われている。

## ギャラリー

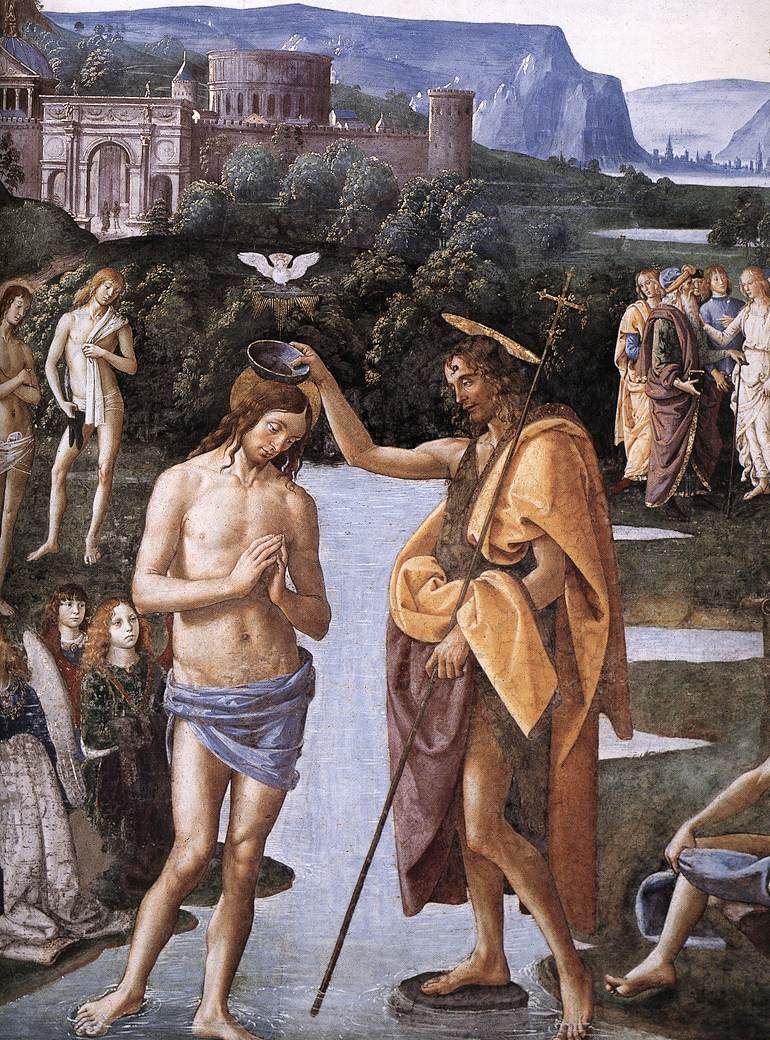
システィーナ礼拝堂壁画『キリストの洗礼』の一部
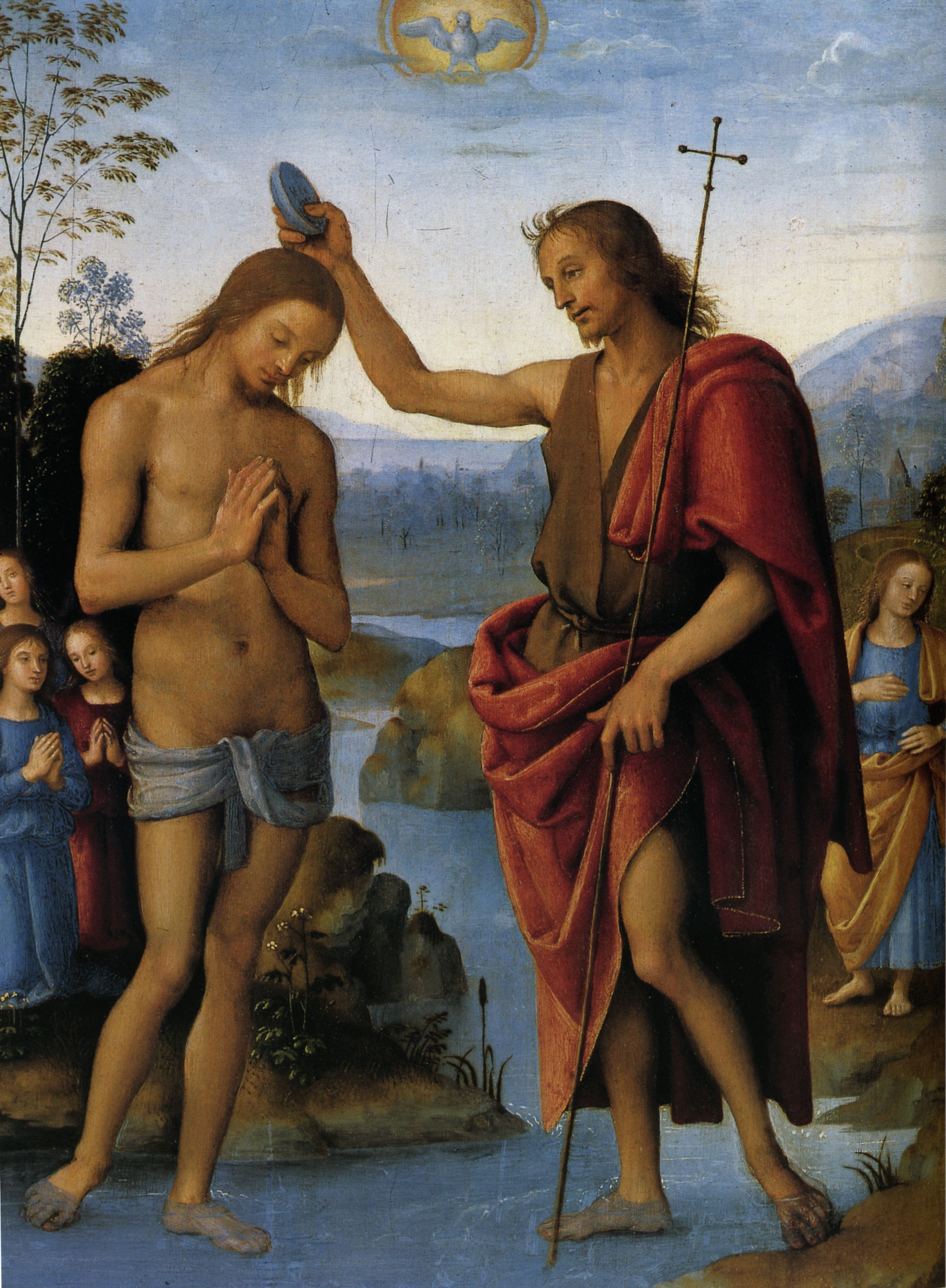
『キリストの洗礼』1498年⁻1500年頃 美術史美術館所蔵
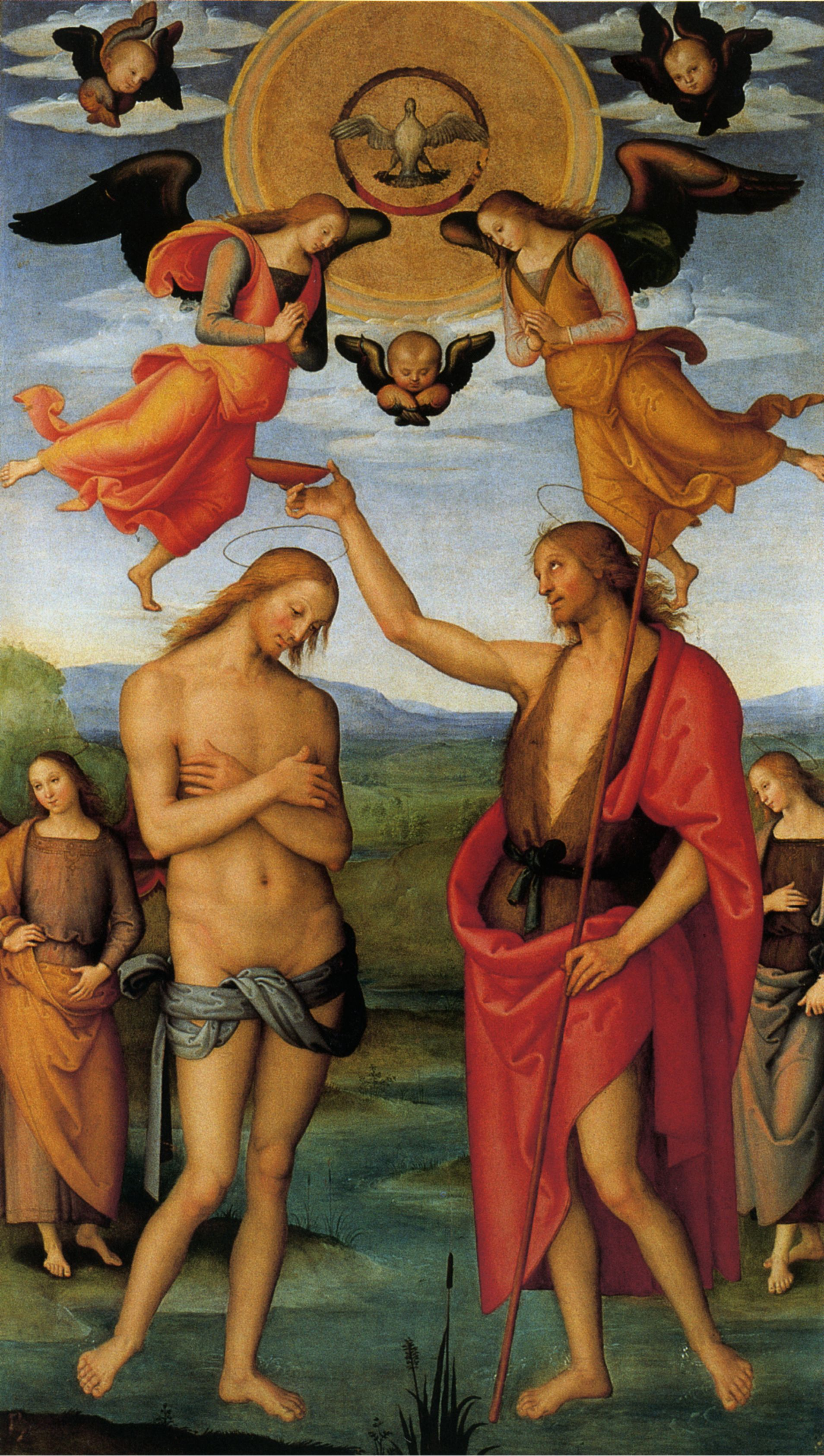
『サンタゴスティーノ多翼祭壇画』の「キリストの洗礼」1510年頃 ウンブリア国立絵画館（英語版）所蔵
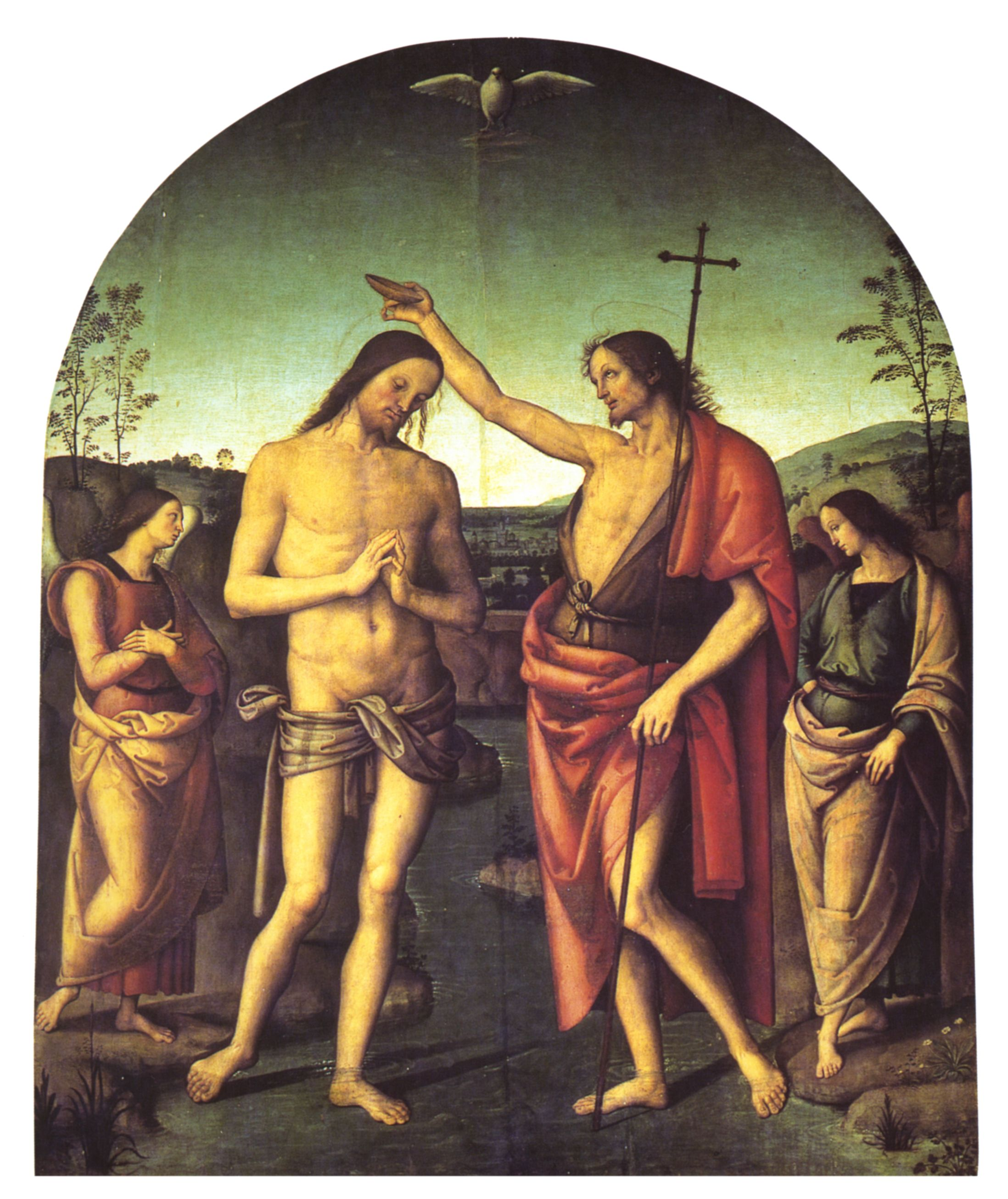
『キリストの洗礼』1510年頃 チッタ・デッラ・ピエーヴェ大聖堂（英語版）所蔵